# Rana szarpana
Rana szarpana (łac. Vulnus laceratum) – rana powstająca w wyniku działania zakrzywionego narzędzia o tępej krawędzi (hak, bosak), godzącego skośnie lub stycznie do powierzchni ciała. Ma nieregularny kształt i poszarpane, nierówne brzegi. W głębi rany widać niekiedy strzępy oderwanych tkanek. Wskutek zakażenia wywołanego przez obecność zniszczonych, obumarłych tkanek rana goi się źle i pozostawia dużą bliznę.

Przeczytaj ostrzeżenie dotyczące informacji medycznych i pokrewnych zamieszczonych w Wikipedii.